# × Pseudinium aschersonianum
× Pseudinium aschersonianum – hybrydowy gatunek roślin z monotypowego rodzaju × Pseudinium z rodziny storczykowatych (Orchidaceae). Znany jest dotąd tylko ze Szwajcarii. Formuła hybrydowa to Herminium monorchis × Pseudorchis albida.

## Systematyka
Gatunek sklasyfikowany do podplemienia Orchidinae w plemieniu Orchideae, podrodzina storczykowe (Orchidoideae), rodzina storczykowate (Orchidaceae), rząd szparagowce (Asparagales) w obrębie roślin jednoliściennych.